# Alberto Caperna
Alberto Caperna (Veroli, 2 agosto 1951 – Roma, 14 ottobre 2012) è stato un giurista e magistrato italiano. In carriera ha esercitato il ruolo di magistrato ordinario e procuratore aggiunto della Repubblica italiana.

## Biografia
Entrato in magistratura nel 1977, ha ricoperto gli incarichi di pretore in Sardegna ed a Rieti, per poi approdare al Tribunale di Roma, dove ha svolto dapprima funzioni di giudice civile e poi quelle di sostituto Procuratore della Repubblica. Dal 2001 è stato Procuratore aggiunto presso il Tribunale di Roma.
Nell'ambito di tale qualifica ha coordinato il pool della Procura dedicato alle indagini per i reati contro la Pubblica Amministrazione. Tra le inchieste giudiziarie più note svolte o coordinate da Caperna, è quella, avviata nel 2010, che ha coinvolto il parlamentare Claudio Scajola, accusato di violazione della legge sul finanziamento illecito ai partiti politici, nella nota vicenda relativa all'acquisto di un appartamento nei pressi del Colosseo nell'anno 2004 da parte del politico..
Caperna è stato altresì titolare dell'inchiesta avente come protagonista Gianfranco Fini (il cui nome peraltro non risulta essere mai iscritto nel registro degli indagati nel procedimento in questione) e le presunte malversazioni aventi ad oggetto un immobile di proprietà del partito politico Alleanza Nazionale: il procedimento si è concluso con un provvedimento di archiviazione per assenza di rilevanza penale dei fatti contestati.
Tra le ultime indagini svolte e coordinate da Caperna, è quella avente come protagonista il senatore Luigi Lusi, accusato di peculato ai danni del partito politico La Margherita, di cui lo stesso era tesoriere, nonché quella nei confronti del consigliere regionale del Lazio Franco Fiorito, accusato dello stesso reato per essersi appropriato di fondi assegnati al partito politico di appartenenza (Popolo delle Libertà).
È scomparso nel 2012 all'età di 61 anni a seguito di un infarto.

## Pubblicazioni
- Caperna Alberto, I reati di abusivo esercizio dell'attività finanziaria: art. 132 d. lgs. 1º settembre 1993, n. 385, in Giurisprudenza di merito, 2005, f. 5, pp. 167-176.
- Alberto Caperna, Francesco Paolo Nicita, Banche e clienti: questioni attuali., Milano, Giuffrè Editore, 2005, ISBN 88-14-11956-2.
- Alberto Caperna, Lucia Lotti, Il fenomeno dell'usura tra esperienze giudiziarie e prospettive di un nuovo assetto normativo, in Banca, borsa e titoli di credito, vol. 75, n. 01, Milano, Giuffrè, 1º febbraio 1995.